# Kelvin Yeboah
Kelvin Yeboah, né le 6 mai 2000 à Accra au Ghana, est un footballeur italo-ghanéen. Il évolue actuellement au poste d'attaquant au Minnesota United.

## Biographie

### WSG Tirol
Passé par le centre de formation de West Ham United, Yeboah est ensuite formé en Italie, à l'AC Gozzano. Il porte par ailleurs un passeport italien. Le joueur rejoint l'Autriche en 2018, s'engageant avec le WSG Tirol après un essai convaincant.
Le 31 août 2019, il joue son premier match de première division autrichienne, face au Red Bull Salzbourg. Titularisé ce jour-là, il ne peut éviter la lourde défaite de son équipe (1-5). Il se fait remarquer le 25 septembre 2019 en réalisant un quadruplé en coupe d'Autriche face à l'Austria de Vienne. Ces quatre buts contribuent grandement à la victoire de son équipe ce jour-là (5-2 score final),.

### SK Sturm Graz
Le 6 février 2021, lors du mercato hivernal, Yeboah rejoint le Sturm Graz,. Il joue son premier match sous ses nouvelles couleurs trois jours plus tard contre le SV Ried, en championnat. Il entre en jeu et son équipe s'impose par deux buts à un.
Il découvre la coupe d'Europe avec Sturm Graz, jouant son premier match de Ligue Europa le 19 août 2021 face au NŠ Mura. Il se fait remarquer ce jour-là en marquant un but et délivrant une passe décisive, participant à la victoire de son équipe par trois buts à un,.

### Genoa CFC
Le 8 janvier 2022, Yeboah s'engage en faveur du Genoa CFC.

### Montpellier HSC
Le 1er septembre 2023, il s'engage au MHSC sous la forme d'un prêt d'une saison avec option d'achat. Le 31 janvier 2024, seulement quatre mois après son arrivée, Montpellier résilie le prêt de Yeboah.

### Standard de Liège
Quelques jours plus tard, il rejoint le championnat de Belgique et le Standard de Liège pour un prêt jusqu'à la fin de la saison avec option d'achat. Le 3 février 2024, à peine monté au jeu en fin de partie pour son premier match avec les Liégeois, il inscrit le but de l'égalisation (2-2) au RWDM sur sa première touche de balle.

### Vie privée
Kelvin Yeboah est le neveu d'Anthony Yeboah.